# Cutis verticis gyrata

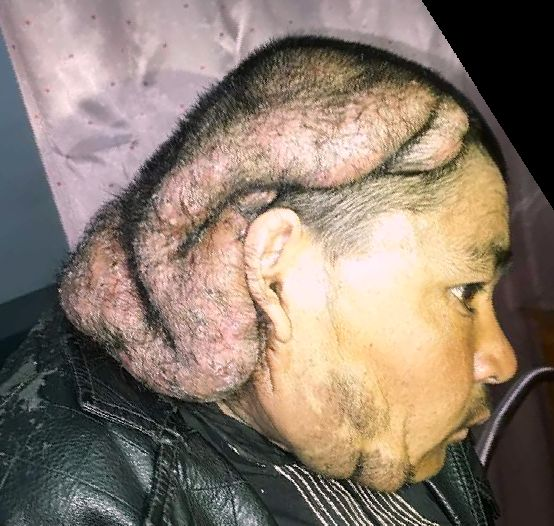

Die Cutis verticis gyrata (CGV) ist eine sehr seltene angeborene Erkrankung mit einer Fehlbildung der Kopfhaut (cutis) mit aufrecht stehender (vertikal) Faltenbildung, die an die Oberfläche der Hirnrinde (gyrata) erinnert.
Synonyme sind: Audry-Syndrom; Bull-dog-scalp-Syndrom; faltenartige Pachydermie; faltenartige Pachydermie Perin; Pachydermie faltenartige; lateinisch Cutis capitis gyrata; Cutis gyrata Unna; Cutis verticis plicata; Naevus cerebriformis; Pachydermia verticis gyrata
Die Erstbeschreibung als „cutis sulcata“ stammt aus dem Jahre 1837 von Jean-Louis Alibert (zitiert nach Simona Georgescu).
Der Begriff „Cutis verticis gyrata“ wurde im Jahre 1907 von Paul Gerson Unna geprägt.

## Einteilung
Folgende Einteilung ist möglich:
- essentielle Form, isoliert ohne weitere Anomalien
- nicht-essentielle Form mit weiteren Anomalien wie Geistige Behinderung, Epilepsie, Katarakt oder Taubheit[5]
- primäre (idiopathische) Form
- sekundäre Form bei zahlreichen Grunderkrankungen:[6]
  - Acanthosis nigricans
  - Akromegalie
  - Amyloidose
  - Beare-Stevenson-Cutis-gyrata-Syndrom
  - Bindegewebsnaevus
  - Dermales Zylindrom
  - Dermatofibrom
  - Diabetes mellitus
  - Ehlers-Danlos-Syndrom
  - entzündliche Hautprozesse
  - Fibrom
  - Hiob-Syndrom
  - Hirntumor wie Aneurysma, Ependymom
  - Insulinresistenz-Syndrom Typ A
  - Kretinismus
  - kutane fokale Mucinose
  - Leukämie
  - HIV-assoziierte Lipodystrophie
  - Muzinose
  - Morbus Basedow
  - Myxödem
  - Naevus lipomatosus
  - Neuralgische Amyotrophie
  - Neurofibrom
  - Non-Hodgkin-Lymphom
  - Noonan-Syndrom
  - Pachydermoperiostose
  - Pseudoakromegalie
  - Reed-Syndrom
  - Syphilis
  - Trisomie
  - Tubenkarzinom
  - Tuberöse Sklerose
  - Turner-Syndrom
  - Vemurafenib und Strahlentherapie bei Melanomen

## Verbreitung
Die Häufigkeit der primären Form wird auf 1 zu 100.000 beim männlichen Geschlecht geschätzt, nur 1/5 der Betroffenen sind weiblich.
Bei einigen Syndromen ist die Cutis verticis gyrata ein Hauptmerkmal:
- Akesson-Syndrom[7]
- Cohen-Syndrom
- Mcdowall-Syndrom[8]

## Klinische Erscheinungen
Klinische Kriterien sind:
- Auftreten um die Pubertät herum, bei 90 % vor dem 30. Lebensjahr, vorwiegend beim männlichen Geschlecht
- fortschreitende Hypertrophie der Haut mit Verdickung (Pachydermie) und Furchenbildung, hauptsächlich im Bereich des Kopfhaares, aber auch Stirn und Nacken
- normale Haare in den Furchen, vermindert auf den Falten

Hinzu können bei der primären Form weitere Auffälligkeiten treten.

## Differentialdiagnose
Abzugrenzen sind:
- Amyloidose
- leukämische Infiltrate
- Michelinreifen-Baby-Syndrom (Hautfalten, multiple ringförmige, der Extremitäten)
- Neurofibrom
- Pigmentnävus

## Geschichte
Die erste klinische Beschreibung stammt von Robert aus dem Jahre 1843, eine weitere von Josef Jadassohn aus dem Jahre 1906
Weitere Namensbezeichnungen beziehen sich auf eine Publikation aus dem Jahre 1909 durch den französischen Arzt Charles Audry (1865 – 1934).